# Nieuwerkerk
Nieuwerkerk (51° 39′ N, 4° 00′ L) é uma cidade dos Países Baixos, na província de Zelândia. Nieuwerkerk pertence ao município de Schouwen-Duiveland, e está situada a 23 km, a sul de Hellevoetsluis.
Em 2001, a cidade de Nieuwerkerk tinha 2293 habitantes. A área urbana da cidade é de 0.76 km², e tem 889 residências.
A área de Nieuwerkerk, que também inclui as partes periféricas da cidade, bem como a zona rural circundante, tem uma população estimada em 2620 habitantes.